# Sargwohnung
Eine Sargwohnung, eine Käfigwohnung oder ein Sargzimmer (chinesisch 牀位寓所 oder 籠屋; englisch bedspace apartment, auch cage home, coffin cubicle oder coffin home) ist ein kleiner, selten zum Stehen geeigneter Wohnraum, der gerade groß genug ist, die Schlafstätte einer Person samt weniger Habseligkeiten zu beherbergen. Dieser Typ einer Unterkunft ist zumeist Teil einer größeren Anlage und vor allem in Hongkong verbreitet, wo nach Schätzungen 200.000 Menschen zur Vermeidung von Obdachlosigkeit in Sargwohnungen leben.
Derartige Wohnungen oder Absteigen waren im 19. Jahrhundert auch in Europa verbreitet. Allein in London sollen in den 1880er Jahren geschätzt bis zu 500.000 Menschen in coffin homes gelebt haben.